# Berend Brummelman
Berend Brummelman (Eefde, 2 januari 1943) is een voormalige Nederlandse roeier. Hij vertegenwoordigde Nederland eenmaal op de Olympische Spelen, maar won bij die gelegenheid geen medailles.
In 1968 maakte hij met zijn olympisch debuut op de Spelen van Mexico-Stad op het onderdeel vier met stuurman. Het Nederlandse team werd in de eerste serie van de eliminaties tweede in 7.08,15. In de halve finale eindigde ze als zesde in 7.08,68. Op 18 oktober 1968 eindigde ze in de kleine finale (B-finale) als derde in 6.51,77 achter Roemenië (6.46,68) en Argentinië (6.50,54) en werden hierdoor negende overall.
Brummelman was in zijn actieve tijd als sportman aangesloten bij de Utrechtse studenten roeivereniging Triton. Hij was student diergeneeskunde en werd later dierenarts.

## Palmares

### Roeien (vier met stuurman)
- 1968: 3e B-finale OS - 6.51,77

Herman Rouwé · 
Erik Hartsuiker · 
Berend Brummelman · 
Tom Dronkert · 
Otto Weekhout (stuurman)